# Mad Men
Mad Men és una sèrie dramàtica d'ambientació històrica estatunidenca per a televisió, creada i produïda per Matthew Weiner i Lionsgate Television. Es va estrenar el 19 de juliol de 2007 i la seva darrera temporada fou la setena, emesa en 2014 i 2015. Cada temporada consta de 13 episodis, menys la setena, que consta de catorze episodis dividits en dues parts de set episodis cada una.
La sèrie està ambientada als anys seixanta, inicialment en la fictícia agència de publicitat Sterling Cooper, situada a l'Avinguda Madison de la ciutat de Nova York, que més tard es converteix en Sterling Cooper Draper Pryce. El centre de l'acció de la sèrie és Don Draper (Jon Hamm) (director creatiu de Sterling Cooper i, més tard, soci fundador de Sterling Cooper Draper Pryce) i la gent de la seva vida, tant a dins com fora de l'oficina. La sèrie descriu el comportament de la societat americana durant la dècada de 1960.
Mad Men ha estat molt aclamada per la crítica, sobretot gràcies a la seva veracitat històrica i per la seva estètica. A més a més, ha estat guardonada amb diversos premis com ho són 15 Emmy i quatre Globus d'Or. Ha estat la primera sèrie emesa per cable en guanyar un Emmy a la Millor Sèrie Dramàtica, aconseguint el guardó per a totes les seves quatre primeres temporades (2008, 2009, 2010 i 2011).
El 2013 la revista americana TV Guide la va classificar sisena a la seva llista de les seixanta millors sèries dramàtiques de tots els temps, i va ser designada la setena entre les 101 sèries més ben escrites de tots els temps pel Sindicat de Guionistes dels Estats Units.

## Repartiment
- Jon Hamm
- Elisabeth Moss
- Vincent Kartheiser
- January Jones
- Christina Hendricks
- John Slattery
- Aaron Staton
- Rich Sommer
- Robert Morse
- Bryan Batt
- Michael Gladis
- Alison Brie
- Jared Harris
- Maggie Siff
- Mark Mosesd
- Christopher Stanley
- Julia Ormond

## Premis
| Any  | Premi       | Categoria                                          | Receptor                                                     | Resultat  |
| ---- | ----------- | -------------------------------------------------- | ------------------------------------------------------------ | --------- |
| 2009 | Globus d'Or | Millor sèrie de TV - Drama                         | Mad Men                                                      | Guanyador |
| 2009 | Globus d'Or | Millor actor principal en una sèrie de TV - Drama  | Jon Hamm                                                     | Nominat   |
| 2009 | Globus d'Or | Millor actriu principal en una sèrie de TV - Drama | January Jones                                                | Nominada  |
| 2010 | Emmy        | Millor sèrie de drama                              | Mad Men                                                      | Guanyador |
| 2010 | Emmy        | Millor actor principal en sèrie de drama           | Jon Hamm                                                     | Nominat   |
| 2010 | Emmy        | Millor actriu principal en sèrie de drama          | January Jones                                                | Nominada  |
| 2010 | Emmy        | Millor actor de repartiment en sèrie de drama      | John Slattery                                                | Nominat   |
| 2010 | Emmy        | Millor actriu de repartiment en sèrie de drama     | Christina Hendricks                                          | Nominada  |
| 2010 | Emmy        | Millor actriu de repartiment en sèrie de drama     | Elisabeth Moss                                               | Nominada  |
| 2010 | Emmy        | Millor direcció en sèrie de drama                  | Lesli Linka Glatter ("Guy Walks Into An Advertising Agency") | Nominat   |
| 2010 | Emmy        | Millor guió en sèrie de drama                      | Matthew Weiner, Erin Levy                                    | Guanyador |
| 2010 | Emmy        | Millor guió en sèrie de drama                      | Robin Veith, Matthew Weiner                                  | Nominat   |
| 2011 | Emmy        | Millor sèrie de drama                              | Mad Men                                                      | Guanyador |
| 2011 | Emmy        | Millor actor principal en sèrie de drama           | Jon Hamm                                                     | Nominat   |
| 2011 | Emmy        | Millor actriu principal en sèrie de drama          | Elisabeth Moss                                               | Nominada  |
| 2011 | Emmy        | Millor actor de repartiment en sèrie de drama      | John Slattery                                                | Nominat   |
| 2011 | Emmy        | Millor actriu de repartiment en sèrie de drama     | Christina Hendricks                                          | Nominada  |
| 2011 | Emmy        | Millor guió sèrie de drama                         | Matthew Weiner ("The Suitcase")                              | Nominat   |
| 2011 | Emmy        | Millor guió sèrie de drama                         | Andre Jacquemetton, Maria Jacquemetton ("Blowing Smoke")     | Nominat   |

## Resum d'emissió de la sèrie
| Temporada | Temporada  | Episodis | Emissió original     | Emissió original      | Disponibilitat en DVD i Blu-ray | Disponibilitat en DVD i Blu-ray | Disponibilitat en DVD i Blu-ray | Disponibilitat en DVD i Blu-ray |
| Temporada | Temporada  | Episodis | Premiere             | Finale                | Regió 1                         | Regió 2                         | Regió 4                         |                                 |
| --------- | ---------- | -------- | -------------------- | --------------------- | ------------------------------- | ------------------------------- | ------------------------------- | ------------------------------- |
|           | 1          | 13       | 19 de juliol de 2007 | 18 d'octubre de 2007  | 1 de juliol de 2008             | 30 de juny de 2008              | 26 de novembre de 2008          |                                 |
|           | 2          | 13       | 27 de juliol de 2008 | 26 d'octubre de 2008  | 14 de juliol de 2009            | 13 de juliol de 2009            | 18 d'agost de 2009              |                                 |
|           | 3          | 13       | 16 d'agost de 2009   | 8 de novembre de 2009 | 23 de març de 2010              | 26 d'abril de 2010              | 2 de juny de 2010               |                                 |
|           | 4          | 13       | 25 de juliol de 2010 | 17 d'octubre de 2010  | 29 de març de 2011              | 28 de març de 2011              | 6 d'abril de 2011               |                                 |
|           | 5          | 13       | 25 de març de 2012   | 10 de juny de 2012    | 16 d'octubre de 2012            | 5 de novembre de 2012           | 14 de novembre de 2012          |                                 |
|           | 6          | 13       | 7 d'abril de 2013    | 23 de juny de 2013    | 5 de novembre de 2013           | 4 de novembre de 2013           | 7 de novembre de 2013           |                                 |
|           | 7 (Pt. I)  | 7        | 13 d'abril de 2014   | 25 de maig de 2014    | N/D                             | N/D                             | N/D                             |                                 |
|           | 7 (Pt. II) | 7        | Primavera 2015       | 2015                  | N/D                             | N/D                             | N/D                             |                                 |